# 邛崃站
邛崃站，位于中华人民共和国四川省成都市邛崃市，是成雅铁路上的火车站，于2018年12月28日启用，由中国铁路成都局集团有限公司管辖。

## 图片集

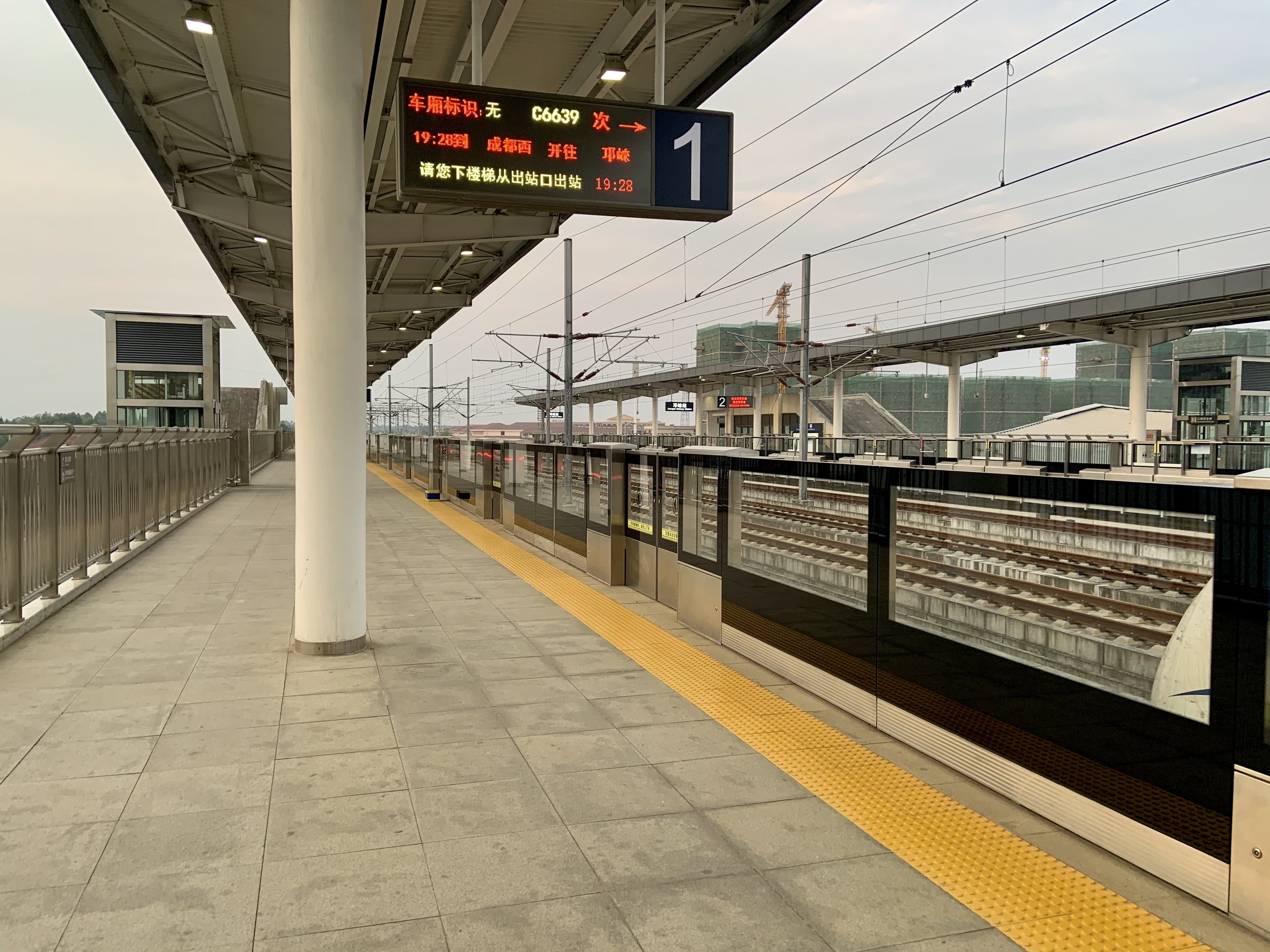
邛崃站1站台
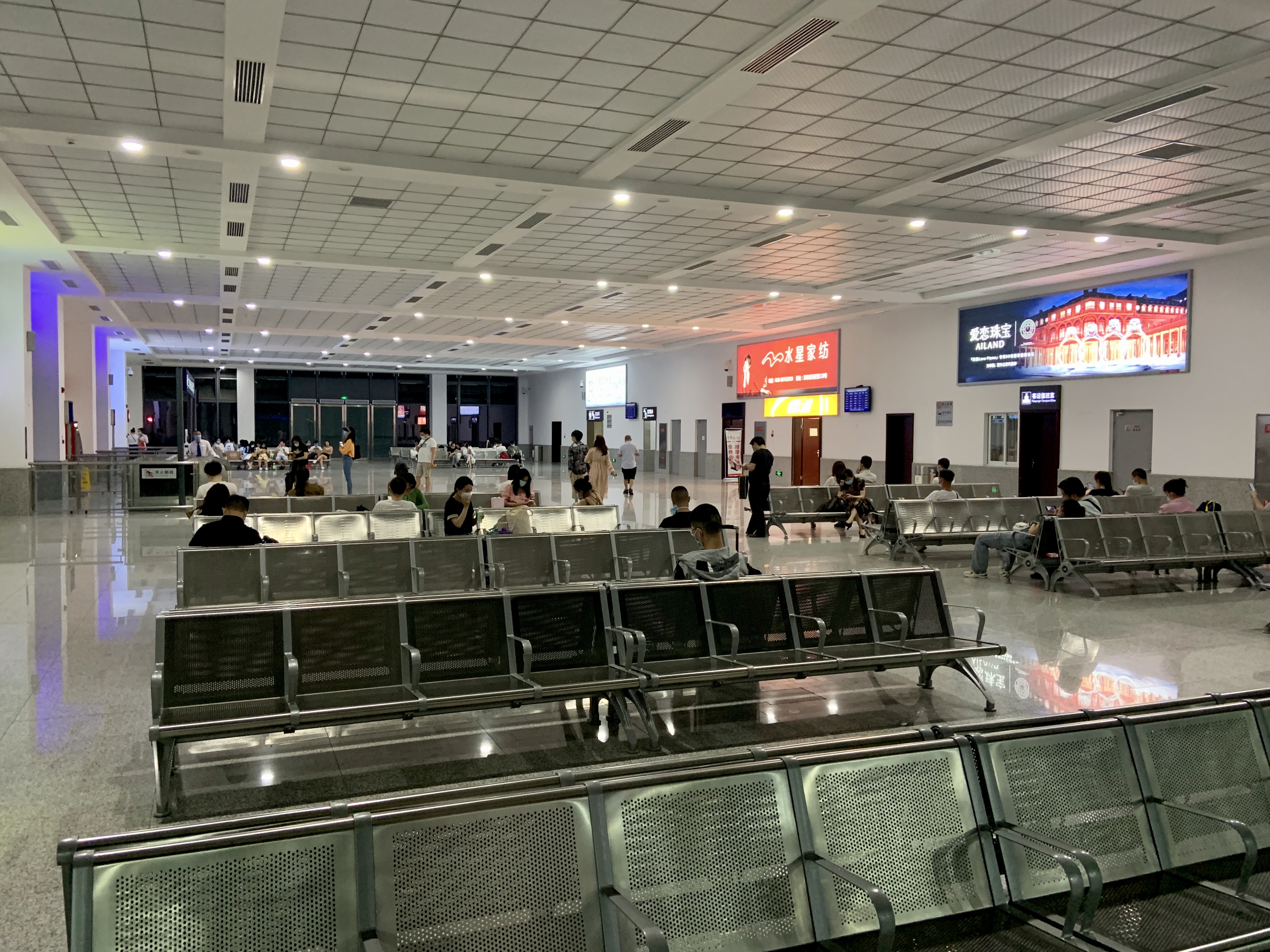
邛崃站候车室内部
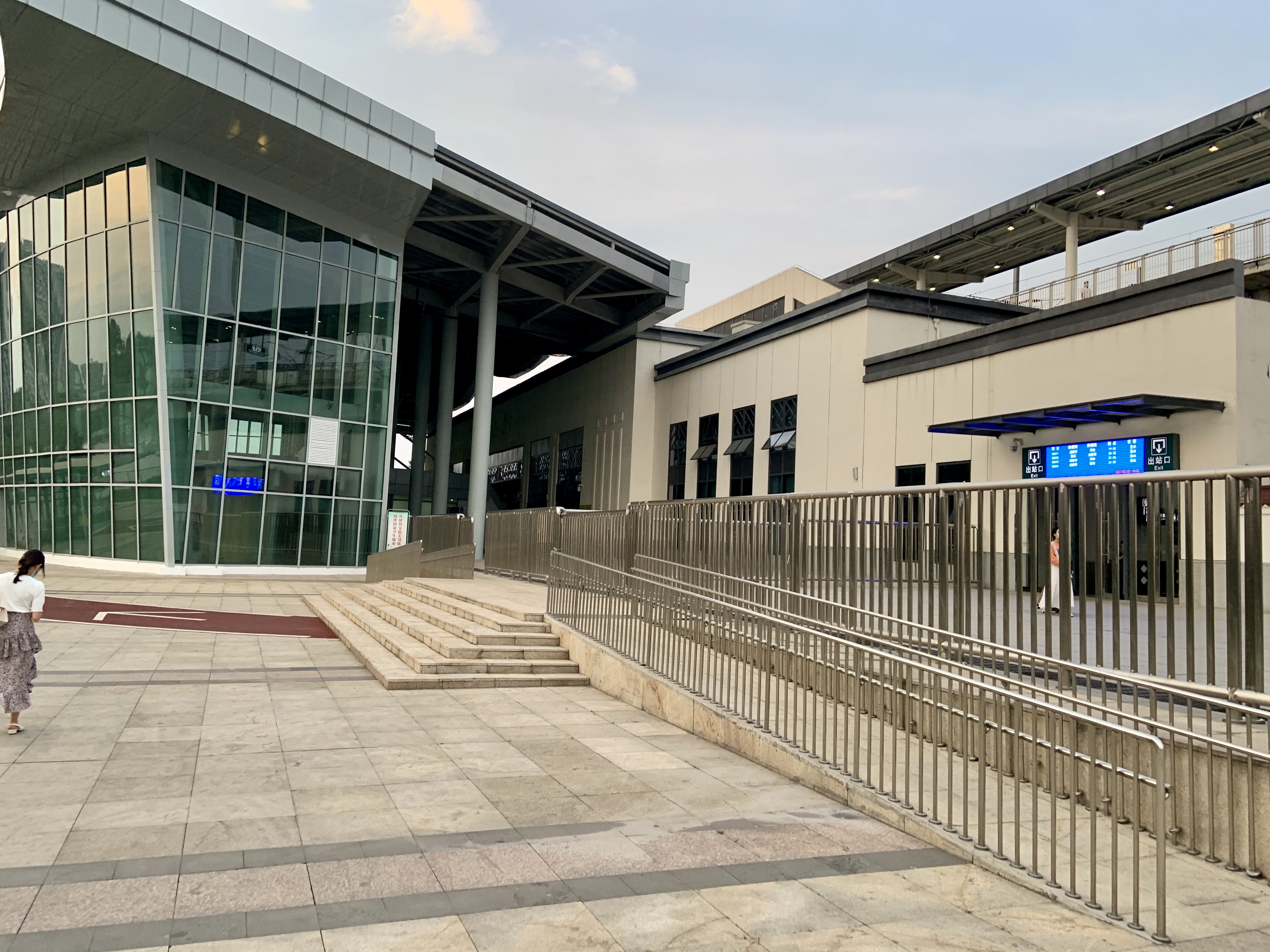
在旅游集散中心之后的邛崃站实际站房
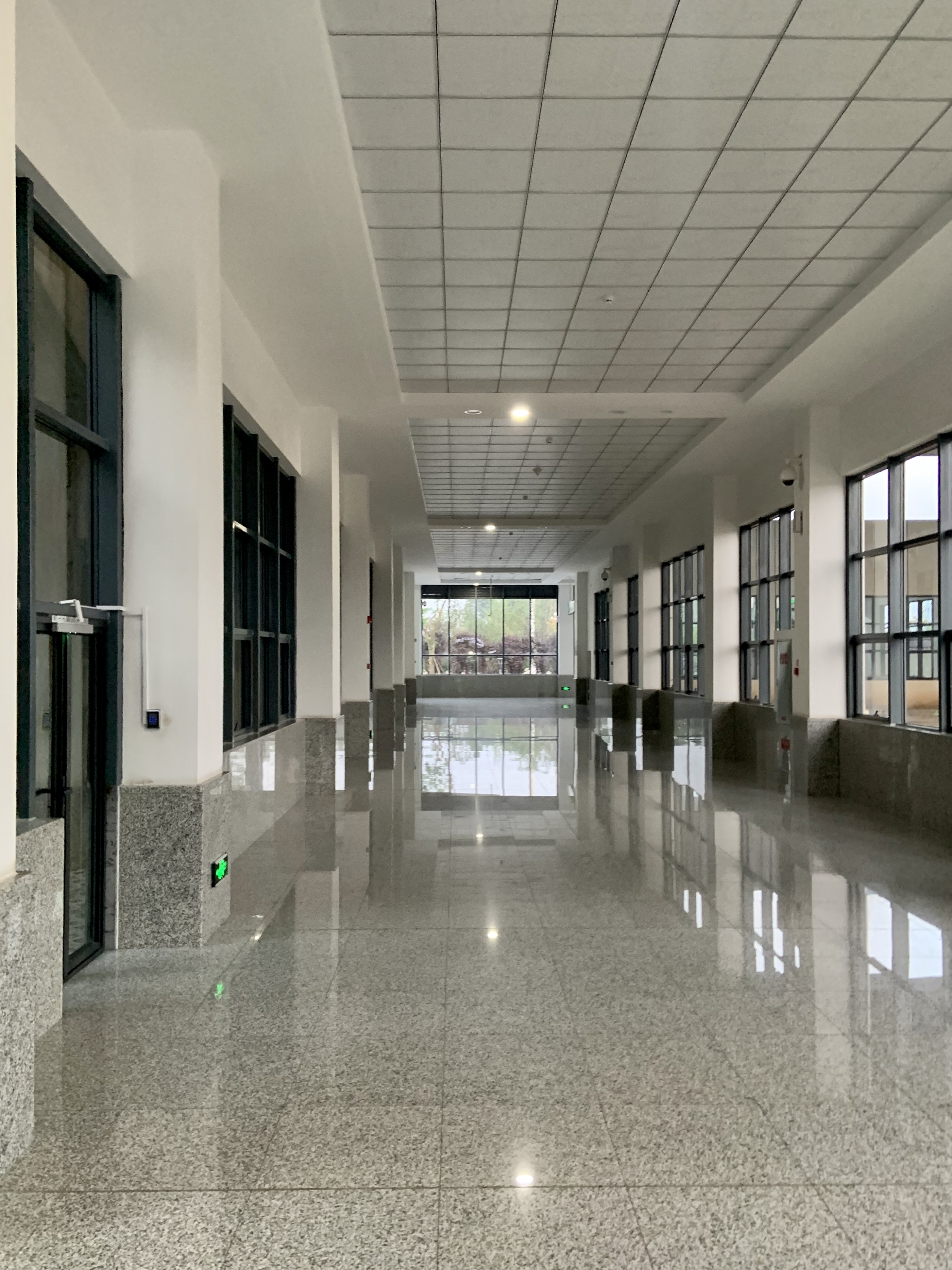
邛崃站出站通道

## 歷史
- 2018年12月28日启用。

## 外部連結
- 中国铁路客户服务中心 （页面存档备份，存于）